# Avenue de Lardenne
L'avenue de Lardenne (en occitan : avenguda de Lardèna) est une voie de Toulouse, chef-lieu de la région Occitanie, dans le Midi de la France.

## Situation et accès

### Description
L'avenue de Lardenne est une voie publique. Elle traverse le quartier de la Cépière, puis celui de Lardenne.
Elle correspond à une partie de l'ancienne route départementale 3, devenue la route nationale 632, qui allait de Toulouse à Tarbes, par Lombez et Boulogne-sur-Gesse. En 1972, la route est déclassée : la première partie, entre l'avenue de Lombez et l'avenue du Corps-Franc-Pommiès, entre dans la voirie communale, tandis que le reste de la route devient la route départementale 632. En 2017, la partie de la route sur le territoire de Toulouse Métropole lui est transférée et elle devient la route métropolitaine 632.
La chaussée compte une voie de circulation automobile dans chaque sens, bordées d'une bande cyclable.

### Voies rencontrées
L'avenue de Lardenne rencontre les voies suivantes, dans l'ordre des numéros croissants (« g » indique que la rue se situe à gauche, « d » à droite) :
1. Rue de Négogousses (g)
2. Rue Ella-Maillart (d)
3. Rond-point Henri-Verdier
4. Rue Yves-Brombach (d)
5. Allée Antoine-Osète (g)
6. Voie du T.O.E.C. (d)
7. Rue André-Melet (d)
8. Chemin des Courses (g)
9. Chemin de Beauregard (d)
10. Allée des Vitarelles (g)
11. Impasse Teynier (d)
12. Chemin Tissié (d)
13. Chemin Savit (g)
14. Chemin du Calquet (d)
15. Chemin de Saint-Amand (d)
16. Avenue Pierre-Molette (g)
17. Impasse Engrenage (g)
18. Chemin de Catala (g)
19. Place Jacques-Sauvegrain (g)
20. Rond-point des Époux-Mongelard
21. Chemin de Ferro-Lébrès (g)
22. Chemin Salinié (d)
23. Chemin de la Barigoude (d)
24. Rue Jean-Courtinade (d)
25. Rue Michel-Montagné – Tournefeuille (g)
26. Avenue James-Clerk-Maxwell (d)
27. Chemin du Touch (d)
28. Avenue Jean-Jaurès – Tournefeuille (g)

### Transports
L'avenue de Lardenne est entièrement parcourue et desservie par la ligne du Linéo L3. À son origine, au rond-point Henri-Verdier, elle se trouve également à proximité immédiate de la station Hippodrome, sur la ligne de tramway . Elle est parcourue, jusqu'à la voie du T.O.E.C., par la ligne du Linéo L2 et, jusqu'à l'allée des Vitarelles, par la ligne de bus 63. Enfin, au centre de l'ancien village de Lardenne, à proximité du chemin de Ferro-Lébrès et du chemin Salinié se trouvent les arrêts de la ligne de bus 46. 
Il existe plusieurs stations de vélos en libre-service VélôToulouse à proximité de l'avenue de Lardenne : les stations no 194 (138 avenue de Lombez) et no 269 (place Sauvegrain).

## Odonymie
L'avenue de Lardenne correspond à l'ancien chemin qui menait à Tournefeuille et à Plaisance-du-Touch, et, au-delà, à Lombez, et elle était désignée sous ces noms jusqu'au XIXe siècle. Au milieu du siècle, on lui donne plutôt, jusqu'au rond-point de Lardenne, le nom d'avenue de Lombez, qui ne s'est conservé que dans sa première partie, pour l'actuelle avenue de Lombez. Au-delà, jusqu'à la limite de Tournefeuille, ce fut l'avenue de Lardenne, qui a été étendu au-delà du rond-point de Lardenne en 1959. Ce nom de Lardenne est particulièrement ancien : on le trouve en occitan sous la forme de l'Ardenna ou l'Ardena dans les textes médiévaux du XVe siècle. Il rappelle l'importance des forêts qui couvraient les terrasses élevées de la Garonne jusqu'à la fin du Moyen Âge (arduenna, du gaulois *arduo-, apparenté au latin arduus).

## Histoire
En 1901, la compagnie des Chemins de fer du Sud-Ouest (CFSO) fait construire une ligne de chemin de fer entre la gare de Roguet (emplacement de l'actuelle cité Roguet, avenue Étienne-Billières) et la gare de Boulogne-sur-Gesse. Cette ligne suit, sur tout son parcours, l'avenue de Lardenne et marque l'arrêt au rond-point de Lardenne (emplacement de l'actuel no 63 allée des Vitarelles), ainsi qu'au Bourg (actuel no 280), avant de rejoindre Tournefeuille.

## Patrimoine et lieux d'intérêt

### Église Saint-Michel de Lardenne
En 1781, une première église est établie pour les paroissiens de Lardenne dans un ancien entrepôt édifié en 1775 par Jacques-Pascal Virebent. En 1867, le conseil municipal décide de faire reconstruire l'église, dont les plans sont confiés à Alexandre Laffon, architecte du département. Il fait le choix d'un plan néo-romane, qu'il reprend quelques années plus tard pour l'église Saint-Pierre de Villeneuve-lès-Bouloc. Les travaux sont achevés en 1878. 
L'église, de dimensions moyennes, fait 40 mètres de long et 12 mètres de large. La façade nord, perpendiculaire à l'avenue de Lardenne, est rythmée par de puissants contreforts. Dans la travée centrale s'ouvre le portail voûté en plein cintre et surmonté d'un avant-toit à modillons. Au niveau supérieur, trois hautes fenêtres sont également voûtées en plein cintre. Une série d'arcs lombards couronne l'élévation. Au-dessus s'élève un clocher octogonal qui contient à neuf cloches, et surmonté d'une flèche. 
À l'intérieur, la nef unique compte six travées. Elle est largement éclairée par les fenêtres, voûtées en plein cintre et munies de vitraux réalisés par les peintres-verriers toulousains J. Clédère, Paul Chalons et Amédée Bergès. Deux tableaux, Sainte Jeanne, reine de France et Sainte Élisabeth de Hongrie faisant l'aumône, ont été réalisés à la fin du XVIIe siècle par le peintre Jean Michel. Sur le revers de l'entrée, le bénitier en marbre de Caunes-Minervois vient probablement de l'église de Saint-Michel-du-Touch et, au-dessus, l'orgue constitué en 1878 par Baptiste Puget est installé sur une tribune. La nef est flanquée de six chapelles. Dans la chapelle des fonts baptismaux, près de l'entrée, le tableau de la Sainte Famille est une copie de Nicolas Poussin. La nef est couverte d'une voûte d'arêtes qui repose sur des arcs-doubleaux portés des pilastres. Au fond, l'abside du chœur, en cul-de-four, est couverte d'une grande peinture représentant la Trinité entourée d'anges. Le maître-autel en marbre polychrome du XVIIIe siècle vient aussi de l'ancienne église de Saint-Michel-du-Touch. Il est surmonté d'un tableau représentant Saint Michel terrassant le Démon, œuvre de Pierre-Théodore Suau.
Le monument aux morts de la paroisse est le plus ancien de la ville, puisqu'il a été érigé en 1917. La raison en tient au peut-être au fait que l'auteur du monument, le sculpteur Nicolas Grandmaison, souhaitait commémorer la mort de son fils, Alexandre, le 8 mars 1916 dans la Meuse. Le monument représente un soldat, le fusil et le casque à ses pieds, s'accrochant à la croix.

### Fermes, maisons et immeubles
- no  64 : cité de la Cépière[8].
- no  97 : château des Vitarelles[9].
- no  209 : ferme[10].

- no  280 : halte de Lardenne. 
La halte de Lardenne-Bourg est une ancienne halte ferroviaire de la ligne de Toulouse à Boulogne-sur-Gesse, mise en service en 1900 par la Compagnie du Chemin de fer de Toulouse à Boulogne-sur-Gesse, fondée en 1897, et devenue la Compagnie des Chemins de fer du Sud-Ouest en 1901. Trois allers et retours quotidiens de voyageurs étaient assurés par train à vapeur au départ de la gare de Roguet. Le bâtiment, après la fermeture de la ligne en 1949, est affecté à la mairie annexe de quartier, puis est occupé par un commerce[11].

### Parcs et jardins

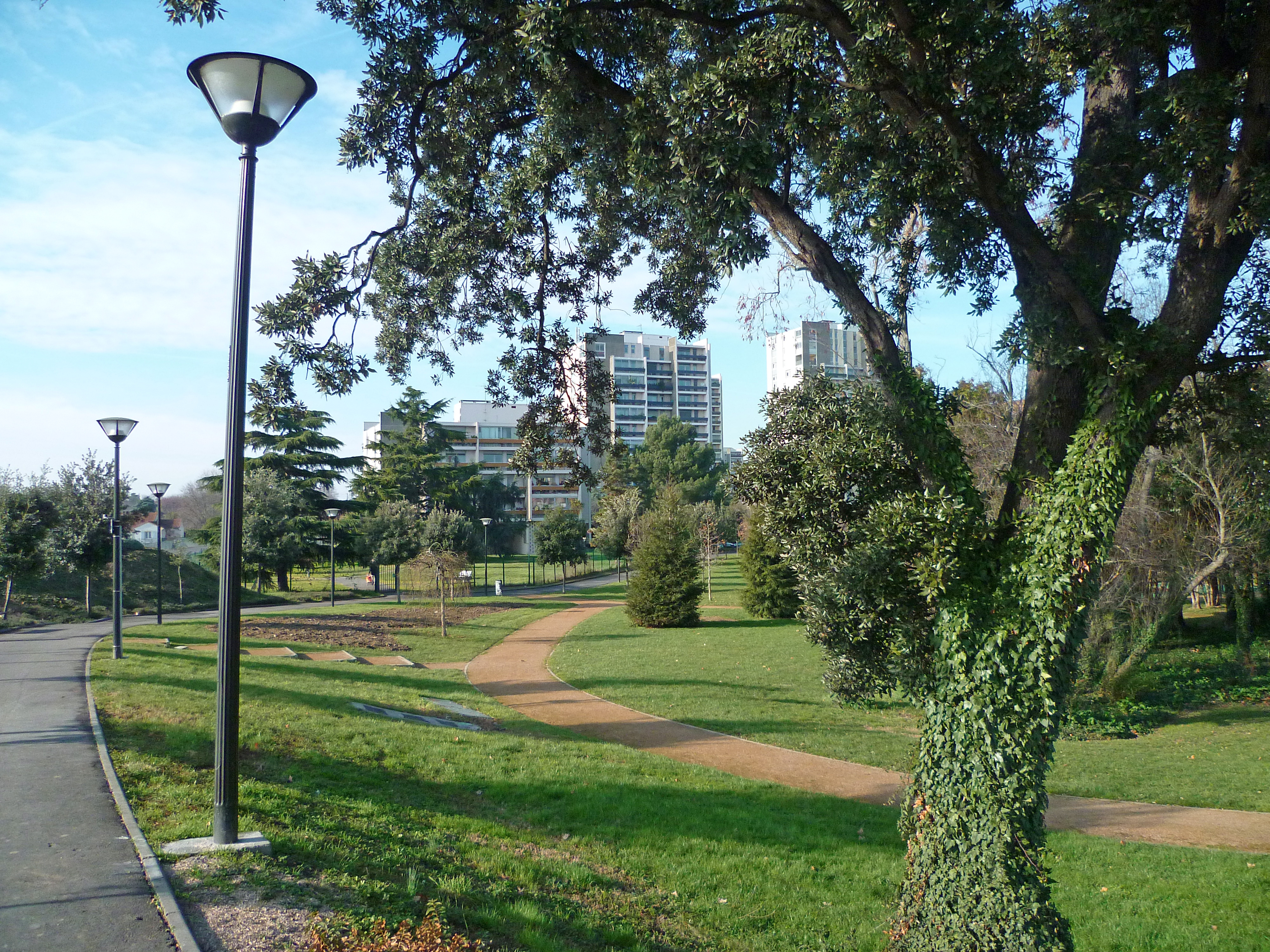
Le jardin Yves-Bergougnan.

- jardin Yves-Bergougnan.
Le jardin Yves-Bergougnan est aménagé en 2005 lors de la construction de la résidence du Domaine de la Palmeraie (actuel no 3 rue Ella-Maillart). Il est nommé en hommage à Yves Bergougnan (1924-2006), joueur toulousain de rugby à XIII avec le Toulouse olympique, puis de rugby à XV avec le Stade toulousain. Le jardin occupe une superficie de 9 800 m2 environ. Il existe une aire de jeux pour enfants. 
Au cœur du jardin s'élève un pigeonnier.

- coulée verte du Touch.